# Barbara Noske
Barbara Miriam Noske (Bussum, 6 september 1949) is een Nederlands cultureel antropologe en filosofe, werkzaam aan het Research Institute for Humanities and Social Sciences van de Universiteit van Sydney.
Ze is dochter van musicoloog Frits Noske en arts/zangeres Jeanne Albertine Noske-Fabius. 

## Werk
Noske houdt zich vooral bezig met de mens-dierrelatie. Ze probeert te bepalen of en waar er scheidslijnen liggen en waar niet, vanuit onder meer wetenschappelijke, ethische en historische invalshoek.
Voor haar boek Al liftend trok ze liftend door onder meer Canada, en Australië en de Sahara.

## Academisch
Noske studeerde af in de sociaal-culturele antropologie en promoveerde in 1988 op het werk 'Huilen met de wolven' in de filosofie aan de Universiteit van Amsterdam.
Noske deed ook nadien onderzoek naar - en gaf les in - onder meer milieu-ethiek, ecologie en ecofeminisme. Ze kreeg een positie aan de York University in Toronto.